# ستيف إنجل
ستيف إنجل (بالإنجليزية: Steve Engel)‏ هو لاعب كرة قاعدة أمريكي، ولد في 31 ديسمبر 1961 في سينسيناتي في الولايات المتحدة.

## وصلات خارجية
- ستيف إنجل على موقعبيزبول رفرنس.كوم (الدوري الرئيسي) (الإنجليزية)